# Preußische S 4
Die Dampflokomotiven der Gattung S 4 der Preußischen Staatseisenbahnen (spätere Baureihe 13.5 der Deutschen Reichsbahn) waren Heißdampf-Schnellzuglokomotiven.

## Prototypen

Prototyp der S 4 mit Rauchkammerüberhitzer, Betriebsnummer Hannover 86

1898 wurde eine Preußische S 3 zur Probe mit einem Flammrohrüberhitzer ausgerüstet, sie war damit die erste Heißdampf-Schnellzuglokomotive der Welt. Sie erhielt zunächst die Bezeichnung Hannover 74 und wurde zum Schluss als S 4 Cassel 401 geführt. Zwei weitere Versuchslokomotiven entstanden 1899 und 1900 als Hannover 86 und Berlin 74 ebenfalls auf Basis der S 3, jedoch mit einem Rauchkammerüberhitzer. Sie wurden später umgezeichnet zur S 4 Hannover 401 und Osten 401.

## Serienmaschinen
Nachdem anfängliche Schwierigkeiten behoben werden konnten, wurde die S 4 ab 1902 in Serie gebaut, sie war eine gegenüber den ersten Prototypen eigenständige Entwicklung. Bis 1906 wurden Rauchkammerüberhitzer und ab 1906 Rauchröhrenüberhitzer eingebaut. Es wurden insgesamt 104 Exemplare hergestellt; dann ab 1909 die Beschaffung zugunsten der Preußischen S 6 aufgegeben.
Die Maschinen bewältigten in der Ebene eine Zuglast von 420 t mit 80 km/h und auf einer Steigung von 10 Promille noch eine Zuglast von 210 t mit 50 km/h. Damit waren die S 4 rund ein Drittel leistungsfähiger als die S 3. Bei Schnellfahrversuchen zum Vergleich mit der Preußischen S 9 Altona 561  auf dem Abschnitt Marienfelde–Zossen der Königlich Preußischen Militäreisenbahn 1904 erreichte eine S 4 mit dem aus drei Wagen bestehenden Versuchszug eine Geschwindigkeit von 136 km/h.
Noch vor dem Ersten Weltkrieg waren bereits die meisten Lokomotiven der Baureihe ausgemustert. Die Deutsche Reichsbahn übernahm 1923 noch 44 S 4 in ihren vorläufigen Umzeichnungsplan als 13 501–544, die noch im Personenzug- oder Güterzugdienst eingesetzt wurden. Im Jahr 1925 waren davon nur noch vier Exemplare vorhanden. Diese bekamen 1925 die Betriebsnummern 13 501–504 und wurden bis 1927 ausgemustert.
Während des Zweiten Weltkriegs kamen fünf S 4 aus Polen (umgezeichnet Pd2) als 13 401–405 in den Bestand der Reichsbahn. Zwei davon wurden erst 1955 von der DR an Polen zurückgegeben. Wenige auf dem Gebiet der BRD verbliebene Maschinen waren 1950 noch z-gestellt im Bestand der DB.
Die Lokomotiven waren mit Tendern der Bauart pr 2’2’ T 16, pr 3 T 13 und pr 3 T 15 ausgestattet.